# اچ‌ام‌ای‌اس بوردکین (کی۳۷۶)
اچ‌ام‌ای‌اس بوردکین (کی۳۷۶) (به انگلیسی: HMAS Burdekin (K376)) یک کشتی بود که طول آن ۲۸۳ فوت (۸۶٫۲۶ متر) بود. این کشتی در سال ۱۹۴۳ ساخته شد.